# SN 1998dt
SN 1998dt – supernowa typu Ib odkryta 1 września 1998 roku w galaktyce NGC 945. W momencie odkrycia miała maksymalną jasność 17,70m.